# Піонтковський Андрій Андрійович
Андрі́й Андрі́йович Піонтко́вський (рос. Андрей Андреевич Пионтковский; нар. 30 червня 1940, Москва, РРФСР) — російський політолог, публіцист; математик, кандидат фізико-математичних наук, провідний науковий співробітник Інституту системного аналізу РАН, член Американської математичної спілки, член партії «Яблуко», блогер. Активний критик Путіна та політики Росії, дослідник владного бандитизму, путінізму та рашизму, опублікував багато статей та монографій із цієї теми.
Із 2019 року дає інтерв'ю різноманітним українським ЗМІ, демонструючи глибоку обізнаність у світовій політиці та внутрішній політиці Росії; згодом, з 2021 року, на регулярній основі з'являється на каналі ЕспресоTV в програмі «„Студія Захід“ з Антоном Борковським». З початком чергового вторгнення Росії у 2022 році виступає запрошеним експертом уже на щоденній основі в багатьох ЗМІ та на онлайн-майданчиках окремих блогерів: виступає критиком, коментує та аналізує міжнародну політику та політику РФ, вказуючи на помилки та надає припущення, ділиться спостереженнями. Окремі щоденні відео з інтерв'ю стають рейтинговими.
Через переслідування у РФ мешкає у Вашингтоні, США.

## Біографія
1962 року закінчив механіко-математичний факультет МДУ ім. М. В. Ломоносова. Автор понад 100 статей і декількох монографій із теорії керування, глобального моделювання, ядерної стратегії. У 1970-ті роки вивчав комп'ютерні моделі світу. З 1998-го займається політичною журналістикою, опублікував декілька сотень статей у російських і закордонних виданнях. Лауреат премії «Золотий гонг-2001» у галузі міжнародної журналістики. Публікується на сайті «Грани.ру». Член міжнародного «Пен-клубу». 2004 року вступив до Російської об'єднаної демократичної партії «Яблуко», є членом її федеральної ради. Перебуває в радикальній опозиції до політичного режиму Володимира Путіна. Був членом Ініціативної групи з висунення Володимира Буковського кандидатом у президенти РФ на виборах 2008 року.

## Судове переслідування
У вересні 2007 року московський Басманний суд розпочав кримінальну справу проти Андрія Піонтковського за звинуваченням в екстремізмі, але в грудні 2008 року закрив цю справу.

## Позиція під час російсько-української війни (з 2014)
Майже за місяць до проведення так званого кримського референдуму — 21 лютого 2014 року — в інтерв'ю інтернет-порталу литовського національного радіо і телебачення Піонтковський заявив, що «Кремль прагне розділити Україну та анексувати Крим, а Захід не може стримати Росію, оскільки політика президента США Барака Обами така ж безхребетна, як і політика Європейського Союзу…».
14 березня 2014 року, в статті під назвою «Остання стадія» Піонтковський заявив, що «технологія та пропагандистське забезпечення путінської анексії Криму настільки по-учнівському списані з гітлерівських судетських прописів, що порівняння двох державних діячів, яке було ще зовсім недавно уділом „відморозка і відступника“ Шендеровича, стало сьогодні мейнстримом світового політичного дискурсу…».
У вересні 2014 року підписав заяву з вимогою «припинити агресивну авантуру: вивести з території України російські війська та припинити пропагандистську, матеріальну та військову підтримку сепаратистам на південному сході України».
21 лютого 2022 року, підписав відкритий колективний лист російського Конгресу інтелігенції «Ви будете прокляті! Розпалювачам війни», в якому йдеться про історичну відповідальність влади РФ за розпалювання «великої війни з Україною».
18 серпня 2023 року міністерство юстиції Росії внесло його до реєстру «іноземних агентів».

## Вимушена еміграція
У лютому 2016 року після статті «Бомба, що готова вибухнути» отримав звинувачення в екстремізмі, численні залякування з боку режиму Путіна, обшуки житла, погрози арештом, судом та ув'язненням, а також натяки, що після убивства Бориса Нємцова він буде наступною «ритуальною жертвою» Путіна, Піонтковський заявив, що змушений на деякий час покинути Росію.

## Автор праць
- Решение одной задачи управления для глобальной динамической модели Форрестера. — Препринт ИПМ АН СССР. 1974, № 56 (в соавт.). (рос.)
- О задаче управления в глобальной модели WORLD-3. — М. 1975 (в соавт.). (рос.)
- Математические модели глобального развития. Л., 1980 (в соавт.). (рос.)
- Исследование стратегической стабильности методами математического моделирования. М., 1988 (в соавт.). (рос.)
- Эволюция концепций стратегической стабильности (Ядерное оружие в XX и XXI веке). М., 1997 (в соавт.). (рос.)
- За Родину! За Абрамовича! Огонь! М., ЭПИцентр, 2005. ISBN 5-89069-099-X (рос.)
- Нелюбимая страна. М., 2006. ISBN 5-85691-061-3 (рос.)
- Третий путь …к рабству. М., 2010. ISBN 978-1-934881-42-2. Издание 2014 года, дополненное (рос.)
- Визионер Захар Прилепин (рос.)
- Чёртова дюжина Путина: Хроники последних лет. — М.: Алгоритм, 2014. — 240 с. — (Власть в тротиловом эквиваленте). 2000 экз., ISBN 978-5-4438-0639-6 (рос.)
- Искушение Владимира Путина. — М.: Алгоритм, 2013. — 240 с. — (Проект «Путин»). 2000 экз., ISBN 978-5-4438-0329-6 (рос.)

## Відзнаки
- У 2021 році нагороджений Орденом за інтелектуальну відвагу[13].